# Kita Ioto

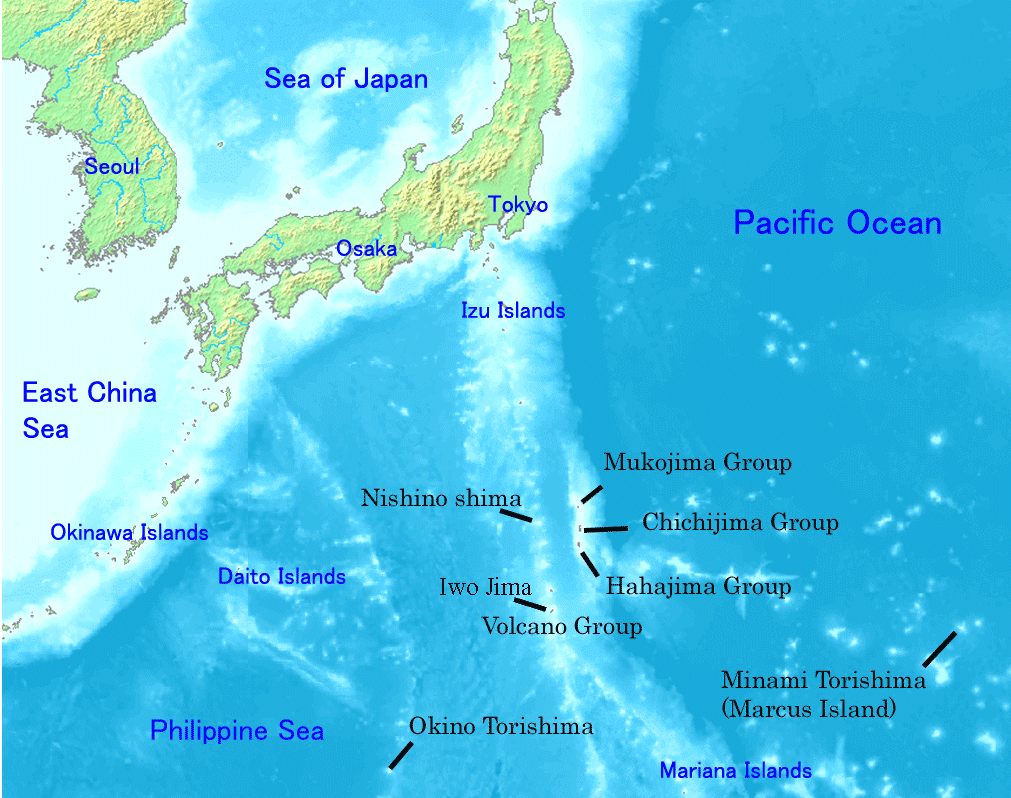
lägeskarta Vulkanöarna

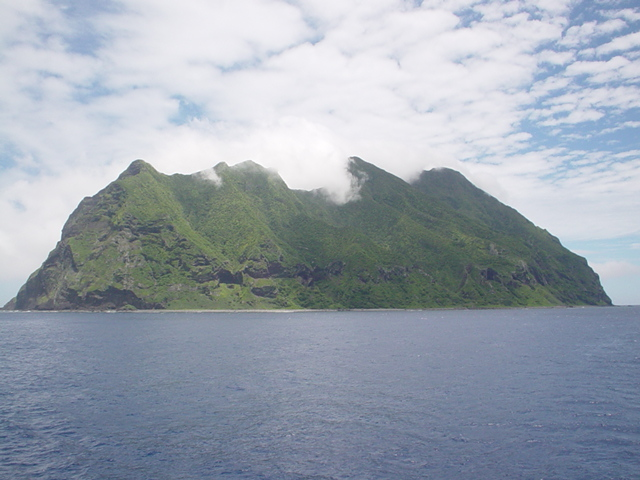
Kita-Iō-jima

Kita Ioto (japanska: 北硫黄島?, Kita-Iōtō, tidigare Kita Io-jima) är en ö bland Vulkanöarna i nordvästra Stilla havet som tillhör Japan.  Namnet betyder "Norra Svavelön" och transkriberades före 1946 Kita Iwoto.

## Geografi
Kita Ioto ligger cirka 67 kilometer nordöst om Ioto och cirka 1 200 kilometer sydöst om Honshu. 
Ön är av vulkaniskt ursprung och har en areal om cirka 5,57 km². Den är den nordligaste ön bland de tre Vulkanöarna och den näst största: De högsta höjderna är stratovulkanens toppar Sakagigamine, cirka 792 m ö.h. och Shimizu, cirka 665 m ö.h. Förvaltningsmässigt tillhör den obebodda ön Tokyo prefektur på huvudön Honshu.

## Historia
Det är osäkert när Vulkanöarna upptäcktes, de första dokumenterade japanska kontakterna skedde kring 1670 och då var öarna obebodda.
1945 fick Kita Ioto-vulkanen sitt senaste utbrott.
Under andra världskriget utspelades våren 1945 ett av de största och betydande slagen i Stilla havet (Slaget om Iwo-jima) kring de Vulkanöarna. Öarna ockuperades sedan av USA som förvaltade öarna fram till 1968 då de återlämnades till Japan.
Den 16 juni 2007 ändrades uttalet av öns namn officiellt från Kita Iō-jima till Kita Iōtō.
2007 anmäldes Vulkanöarna tillsammans med övriga Ogasawaraöarna som världsarv på  Unescos världsarvslista.